# Кулики (Свердловская область)
Кулики́ — старейшее село Свердловской области в городском округе Богданович, входящий в состав Барабинского сельского совета.

## Географическое положение
Село Кулики муниципального образования «Городской округ Богданович» Свердловской области расположено на правом берегу реки Билейки (правый приток реки Кунара бассейна реки Пышма) на восток от урочища «Макарьевские Кусты», в 12 километрах на юго-запад от административного центра округа — города Богдановича, на наземном транспорте — 18 километров.

## История села
Поселение было основано в 1594 году. Первый поселенец был из деревни Сергуловки Камышловского уезда, Поварненского прихода. Село получило своё название от множества прилетавших сюда болотных птиц — куликов, так как село с двух сторон окружено болотами.

## Школа
В селе с 1887 года существовала церковно-приходская школа.

## Население
| 2002 | 2010 | 2021 |
| ---- | ---- | ---- |
| 101  | ↗113 | ↘69  |

В 1900 году деревень в приходе не было, и численность населения села было 615 мужчин и 598 женщин, все были русские, православные и земледельцы.

## Христорождественская церковь
23 июня 1881 года по благословению грамотой Преосвященного Нафанаила епископа Пермского и Верхотурского, благочинным 1 округа священником Андреем Сельменским в селе Куликовском была заложена церковь. Храм каменный, крестово-купольный, с колокольней. В 1882 году стройка дошла до сводов храма, а в 1883 году стройка была остановлена архитектором Р. Реутовым из-за некачественного кирпича, приготовленного для кладки церковных сводов. В 1884 году священник Николай Наумов освятил церковь в честь Рождения Христа.
В начале XX века причт из священника и псалтырщик жили в общественных домах.
В 1922 году из храма было изъято 0,8 килограмм серебра. В 1934 году был запрещён колокольный звон, а в 1935 году церковь была закрыта. После закрытия в здании церкви находился дом культуры. В нынешнее время церковь полуразрушена.

## Инфраструктура
Село имеет три улицы: улица Гагарина, Набережная улица, Новая улица.